# Cliffortia serpyllifolia
Cliffortia serpyllifolia là loài thực vật có hoa trong họ Hoa hồng. Loài này được Cham. & Schltdl. mô tả khoa học đầu tiên năm 1827.